# Assuristão
Assuristão, Assurestão, Assoristão, Assorestão (em persa médio: 𐭠𐭮𐭥𐭥𐭮𐭲𐭭‎; romaniz.: Asōrestān, Āsūrestān) ou ainda Bete Aramaia (Bēṯ Āramayē, lit. "Terra dos Arameus") e Balade Anabate (Balad an-Nabaṭ) na Crônica de Sirte, era a província do Império Sassânida na Babilônia entre os montes Hanrim e a Mesena. É conhecida da inscrição Feitos do Divino Sapor do xá Sapor I (r. 240–270) na forma grega Assyrian; na inscrição de Paiculi de Narses I (r. 293–302); na Criação Original; como empréstimo do armênio; na Épica dos Reis de Ferdusi na forma tardia Surestão (Sūrestān); e em transcrições chinesas. O adjetivo pálavi āsōrīg significa "babilônio". O siríaco Āṯōr significa "Assíria" e é dele que surge a confusão do Assuristão e a Assíria, como notado, por exemplo, em Amiano Marcelino e que se mantém entre estudiosos modernos. Era a província mais rica do Império Sassânida e foi chamada de del-e Ērānšahr ("coração do Império do Irã").
Um marzobã (marquês) foi atestado na província sob Sapor II (r. 309–379), Isdigerdes I (r. 399–421), Perozes I (r. 459–484), em 485, 496 e antes de 525 (estacionado em Radã). Um mopates é atestado sob Cosroes I (r. 531–579) quando Mar Aba era o católico nestoriano (540–552). A província desapareceu na reforma administrativa de Cosroes, mas Elias de Nísibis citou Ziade (664) e Alhajaje (694) como governadores de Bete Aramaia em siríaco para o Iraque em sua obra árabe. Eclesiasticamente a província de Bete Aramaia era subordinada à sé patriarcal em Selêucia como atestado em 486, 544, ca. 612, meados do século VIII, ca. 900 e no século XII e incluía os bispados de Uacite (Cascar), Bete Daraia, Zauabi, Hira e Ambar (Perisapora).

## Geografia

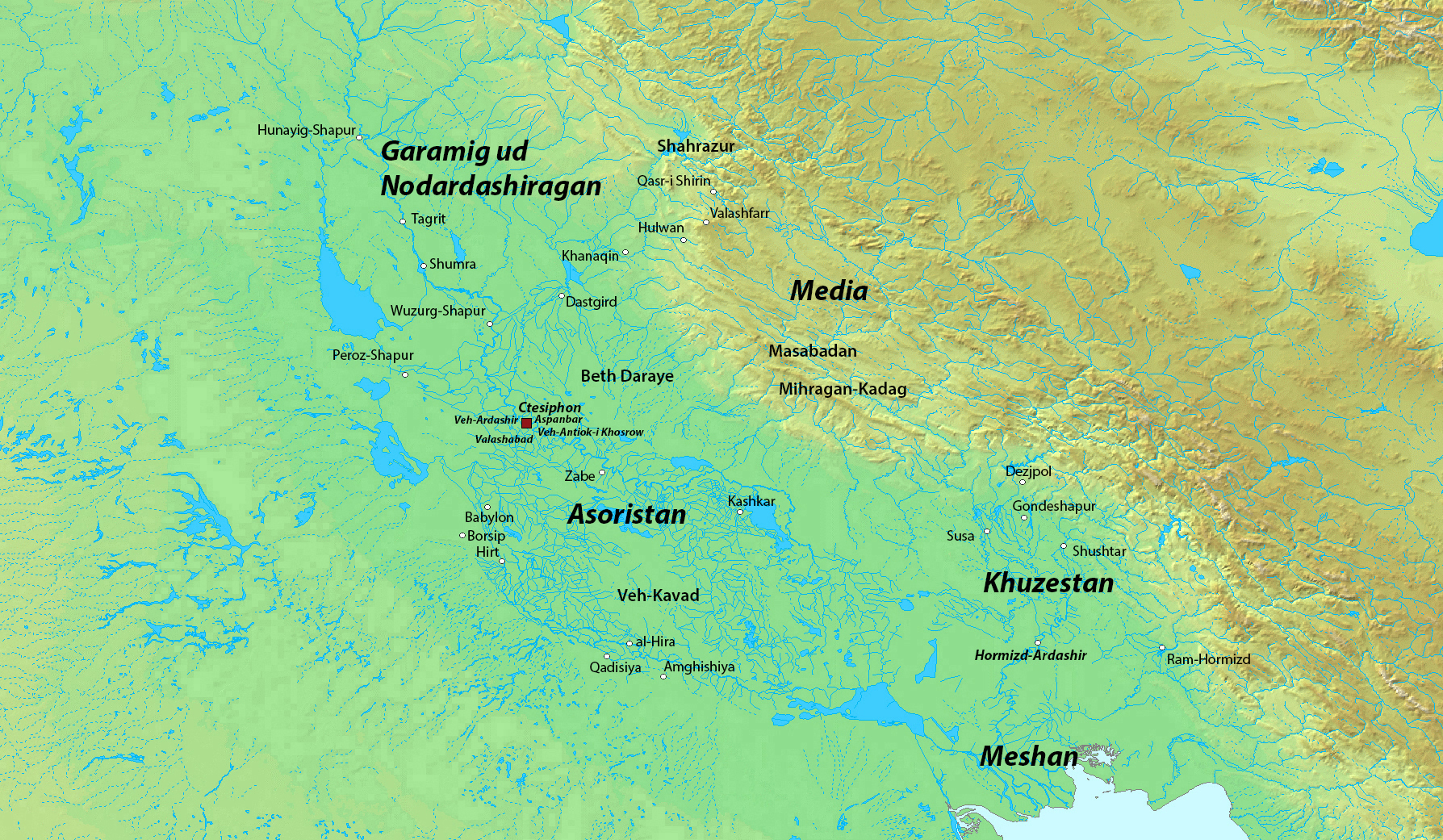
Assuristão e províncias vizinhas

O Assuristão, em aramaico chamado Bete Aramaia (Bēṯ Aramāyē), correspondia quase identicamente ao antigo país da Babilônia. Suas fronteiras estavam, a oeste, no rio Eufrates e, no leste, numa faixa de terra a leste do rio Tigre. Sua fronteira norte é de todo incerta, mas talvez corria junto da linha de Anata para Tacrite. Hira foi provavelmente o ponto mais meridional, com a fronteira então seguindo à porção norte dos pântanos de Uacite. A província de Mesena estava ao sul. Uma importante via corria junto do Eufrates rio abaixo para Perisapora (Ambar), onde virou para oeste à Selêucia-Ctesifonte. Outra importante via seguiu o Tigre rio acima de Uacite para Tacrite. A região também fez grande uso do tráfico fluvial e foi cortada por vários canais, usados sobretudo à irrigação.
Suas principais cidades foram enumeradas por Amiano Marcelino, que também inclui várias cidades que, na verdade, pertenciam a Mesena. Ele cita Babilônia (em ruínas desde o tempo parta), Selêucia e Ctesifonte, que diz que foi fundada por Vardanes (indivíduo desconhecido) e depois fortificada por Pácoro I (filho de Orodes II). Hira, no sul, é citada no pálavi Catálogo das Capitais Provinciais como fundada por Sapor I.

## Administração
A divisão administrativa durante o período sassânida usou vários termos, que divergiam de tempo em tempo e segundo o uso local. No Assuristão o termo para província era xar (šahr). O maior distrito era chamado cora (kūra) ou ostã (ōstān) e o menor era chamado rustaque (rustāk), com cada rustaque subdividido em quatro taçuques (tasūks). A menor unidade era a vila (deh); no siríaco a terminologia era atra (ʾaṯrā), cora, rustaca (rustāqā), querita (qerītā; vila), não havendo termo correspondente aos taçuques. Na administração sassânida tardia, rustaque e taçuque parecem ter mudado de lugar, com o último denotando o distrito maior.

## População
A população do Assuristão era mista. Os gregos citadinos, ainda muito presentes no período parta, foram absorvidos pelos semitas (arameus, judeus e árabes) na época sassânida. Os árabes eram nômades nas cercanias do deserto; os judeus eram sobretudo fazendeiros, mas alguns também viveram nas cidades como Sura, Pumbedita e sobretudo Neardeia; os arameus, a maioria da população, eram falantes de dialetos arameus orientais como os judeus. Os iranianos compunham as altas classes, como os cortesões, oficiais militares, serventes civis, juízes e senhores feudais e viviam parcialmente no campo, parcialmente em Ctesifonte, onde tinham casas. A maioria aramaica era cristã e sempre foi reconhecida como não confiável, porém o governo pouco fez para criar súditos leais. O mesmo pode ser dito dos árabes, que tornaram-se hostis após a abolição do Reino de Hira dos lacmidas no final do século VI. Tal hostilidade permitiu a rápida conquista pelos árabes muçulmanos após sua vitória na Batalha de Cadésia (635/36), com a população resistindo pouco ou nada aos conquistadores.